# 전우송
전우송 (Jeon WooSong, 1991년 8월 22일 ~ )은 대한민국의 음악가이다.    
- 2017년 디지털 싱글 앨범 [빛]으로 데뷔하였다.

- 서울 출신.

## 발매 음반
- 2017. 01. 20 디지털 싱글 [빛]
- 2017. 04. 14 디지털 싱글 [나의 새]
- 2018. 01. 26 디지털 싱글 [다시 기억]
- 2021. 07. 30 미니 앨범 [1]
- 2021. 11. 26 디지털 EP 앨범 [Mars]
- 2022. 06. 10 정규 음반 [흰]